# VATSIM
VATSIM(Virtual Air Traffic Simulation Network, 밧심)은 비영리기관이며 인터넷을 기반으로 한 플라이트 시뮬레이터 네트워크이다. 사용자는 네트워크에 접속해 마이크로소프트 플라이트 시뮬레이터 또는 엑스플레인 프로그램을 이용해 파일럿처럼 비행할 수 있다. 또 네트워크에 접속해 있는 관제사로부터 현실세계처럼 절차에 맞춰 관제를 받으면서 비행할 수 있다.

## 역사
밧심은 1990년도 중반 창립될 땐 SATCO로 창립되었으나, 후에 IVAO와 VATSIM으로 나뉘게 되었다. 나뉜 후 VATSIM으로 이름을 바꾸었고, 2001년 7월 분리 창립되었다.

## 소프트웨어
밧심에서 사용하는 소프트웨어는 파일럿용과 관제사용으로 나뉘어 있다. 마이크로소프트 플라이트 시뮬레이터용 소프트웨어에는 FSInn 과 SquawkBox, vpilot이 주를 잇고, X-plane용 소프트웨어에는 Xpilot, XSquawkBox가 있다.
관제사용으로는 VRC(Virtual Radar Client), ASRC(Advanced Simulator Radar Client)와 Euroscope가 주로 이용되고 있으며 현재 VRC가 전 세계 관제사들로부터 많이 애용되고 있다. 하지만 VRC는 업데이트를 중단한 상태이다

## 회원가입
밧심의 회원가입 방식은 독특한데,정보만 홈페이지에 이름과 이메일을 입력하면 ID와 비밀번호를 서버에서 직접 배정해준다. 서버에 접속하려면 회원가입은 꼭 필요하다. 2009년 8월 기준 약 10,000명 이상의 활동하는 사람들이 있다. 모든 접속기록과 비행기록은 서버에 기록되며, 기록은 stats.vatsim.net/ 또는 vataware.com/ 보관됨 2010-02-08 - 웨이백 머신에서 확인할 수 있다.

## 같이 보기
- 비행 시뮬레이션
- 대규모 다중 사용자 온라인 게임